# ARS (biologia)
ARS (Autonomously replicating sequence, sequenza di replicazione autonoma) è una sequenza genica capace di promuovere da sé la replicazione del DNA.

## Struttura e funzione
È una sequenza formata da 11 coppie di basi che si conserva nelle specie e ha ruolo come sito di legame per un complesso multiproteico chiamato (complesso di riconoscimento dell'origine di replicazione) ORC.
Una mutazione nella sequenza ARS che ne impedisca il legame con ORC compromette l'inizio della replicazione.
ARS contiene 4 regioni (A, B1, B2, e B3); quando queste regioni sono mutate, la replicazione non inizia.
L'elemento A è fortemente conservato, consiste in una sequenza consenso:
5'- T/A T T T A Y R T T T T/A -3'
(dove Y è la pirimidina e R è la purina). quando questo elemento muta, perde la sua attività.